# کانتون لاس ناوس
کانتون لاس ناوس (به اسپانیایی: Cantón Las Naves) یک منطقهٔ مسکونی در اکوادور است که در استان بولیوار (اکوادور) واقع شده‌است.